# Liste der Baudenkmäler im Kölner Stadtteil Elsdorf
Die folgende Liste enthält die in der Denkmalliste ausgewiesenen Baudenkmäler auf dem Gebiet des Stadtteils Köln-Elsdorf, Stadtbezirk Köln-Porz, Nordrhein-Westfalen.
Hinweis: Die Reihenfolge der Baudenkmäler in dieser Liste orientiert sich an den Straßennamen und ist alternativ nach Hausnummern, Denkmallistennummer oder Bezeichnung sortierbar.
Basis ist die offizielle Kölner Denkmalliste (22. Mai 2015), die Baudenkmäler und Denkmalbereiche auflistet. Dabei kann es sich beispielsweise um Sakralbauten, Wohn- und Fachwerkhäuser, historische Gutshöfe und Adelsbauten, Industrieanlagen, Wegekreuze und andere Kleindenkmäler sowie Grabmale und Grabstätten, die eine besondere Bedeutung für die Geschichte Kölns haben, handeln. Grundlage für die Aufnahme in die offiziellen Denkmallisten ist das Denkmalschutzgesetz Nordrhein Westfalens.

| Bild            | Bezeichnung         | Lage                                        | Beschreibung | Bauzeit         | Einge- tragen seit | Denk- mal- nr. |
| --------------- | ------------------- | ------------------------------------------- | ------------ | --------------- | ------------------ | -------------- |
| Fotos hochladen | Hofanlage Bergerhof | Elsdorf Gilsonstr. 68 Karte                 |              | 19. Jahrhundert | 23. April 1987     | 4120           |
| Fotos hochladen | Heiligenhäuschen    | Elsdorf Gilsonstr. o. Nr. Karte             |              | um 1900         | 27. September 1991 | 6212           |
| Fotos hochladen | Wegekreuz           | Elsdorf Gilsonstraße vor Haus Nr. 48a Karte |              | 1760            | 16. Januar 1992    | 6344           |